# Nina Novak

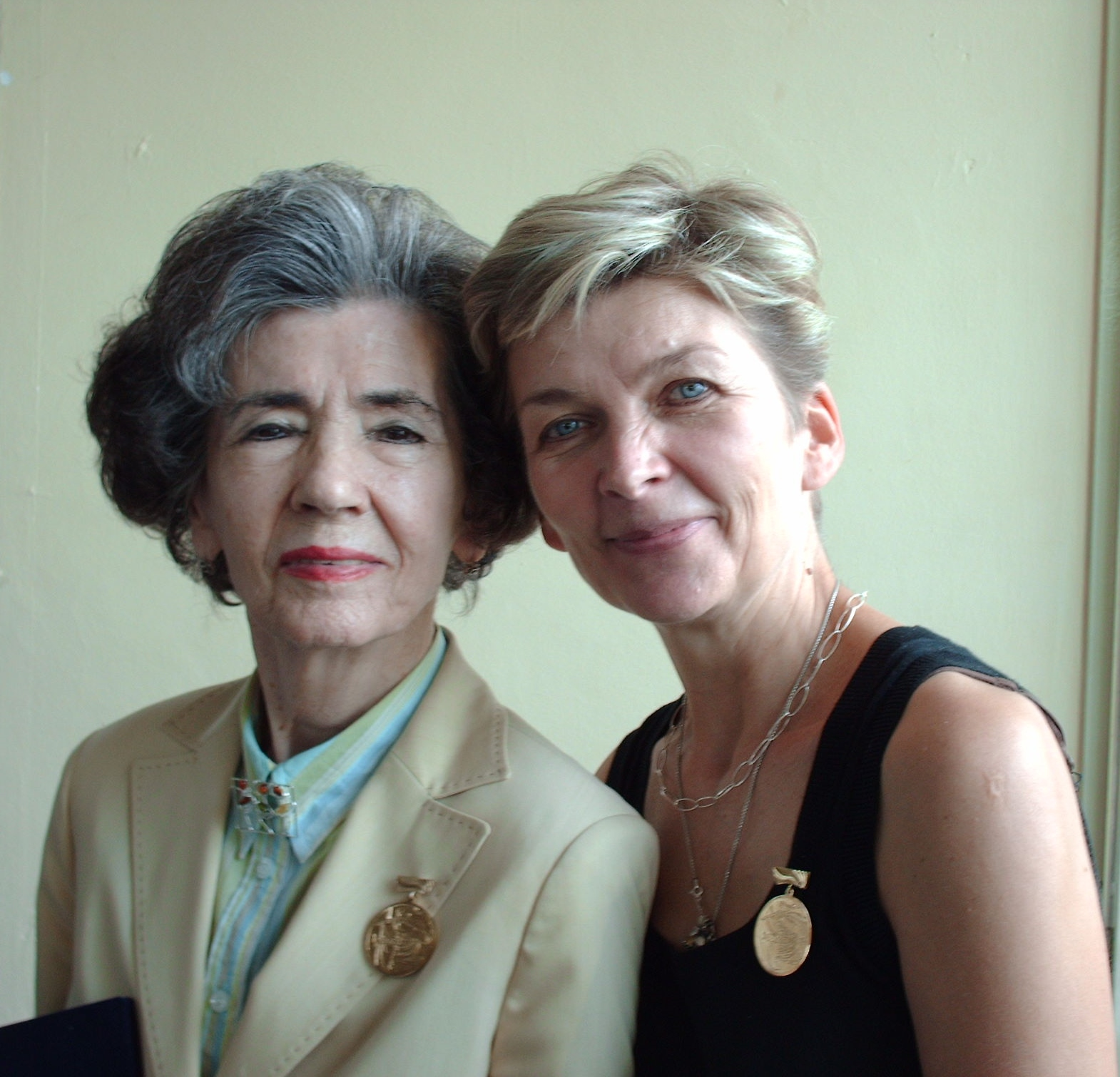
Nina Novak (links), hier im Jahre 2008 mit der litauischen Balletttänzerin Ruta Butviliene

Janina „Nina“ Novak (* 23. März 1923; † 15. März 2022) war eine polnisch-venezolanische Primaballerina, Choreografin, Ballettdirektorin und Tanzlehrerin.

## Leben
Novak wurde am 23. März 1923 in Warschau, Polen, als Janina Nowak geboren. Sie begann ihr Ballettstudium im Alter von acht Jahren an der Ballettschule der Warschauer Oper.
Von 1937 bis 1939 war sie Solistin des Polnischen Repräsentativballetts und nach dem Krieg in den Ballettgruppen von Feliks Parnell und Mikołaj Kopiński. In der zweiten Hälfte der 1940er Jahre ging sie in die Vereinigten Staaten, wo sie Primaballerina, Ballettmeisterin und Lehrerin beim Ballet Russe de Monte-Carlo wurde. Nach Beendigung ihrer Karriere in den 1960er Jahren ging sie nach Venezuela, wo sie ihre eigene Ballettschule eröffnete. Ab 1991 war sie Direktorin ihrer eigenen Ballettschule in Caracas, dem Ballet Clásico de Caracas.
In Polen gastierte sie 1961 in Warschau und Posen in den Balletten Giselle und Schwanensee und 1978 im Ballett Coppélia am Großen Theater in Warschau.
Am 25. Februar 2020 wurde ihr Buch Taniec na gruzach. Nina Novak w rozmowie z Wiktorem Krajewskim (Tanzen auf Trümmern. Nina Novak im Gespräch mit Wiktor Krajewski) veröffentlicht, das ein Interview mit Nina Novak von Wiktor Krajewski enthält.
Novak wurde Ehrenbürgerin von fünf Städten in den Vereinigten Staaten.
Sie starb am 15. März 2022 in East Norriton, acht Tage vor ihrem 99. Geburtstag.

## Auszeichnungen
2017 wurde sie mit dem Ritterkreuz des Ordens der Polonia Restituta ausgezeichnet.